# Lobobunaea vandenberghei
Lobobunaea vandenberghei är en fjärilsart som beskrevs av Ugo Dall'asta 1982. Lobobunaea vandenberghei ingår i släktet Lobobunaea och familjen påfågelsspinnare. Inga underarter finns listade i Catalogue of Life.